# Aran Island (Donegal) Cliffs SAC
Aran Island (Donegal) Cliffs SAC este o arie protejată (arie specială de conservare — SAC, sit de importanță comunitară — SCI) din Irlanda întinsă pe o suprafață de 542,81 ha, integral pe uscat.

## Localizare
Centrul sitului Aran Island (Donegal) Cliffs SAC este situat la coordonatele 55°00′08″N 8°33′04″W / 55.00221°N 8.551226°V.

## Înființare
Situl Aran Island (Donegal) Cliffs SAC a fost declarat sit de importanță comunitară în ianuarie 2002 pentru a proteja 6 specii de animale. Situl a fost protejat și ca arie specială de conservare în decembrie 2017.

## Biodiversitate
Situată în ecoregiunea atlantică, aria protejată conține 6 habitate naturale: Faleze cu vegetație de pe coastele atlantice și baltice, Pajiști uscate europene, Pajiști alpine și boreale, Pante stâncoase calcaroase cu vegetație casmofită, Pante stâncoase silicioase cu vegetație casmofită, Peșteri marine scufundate complet sau parțial.
La baza desemnării sitului se află mai multe specii protejate de  păsări (6): șoim călător (Falco peregrinus), Fulmarus glacialis, pescăruș negricios (Larus fuscus), cormoran mare (Phalacrocorax carbo), Pyrrhocorax pyrrhocorax, Rissa tridactyla.
Pe lângă speciile protejate, pe teritoriul sitului au mai fost identificate 2 specii de plante, 4 specii de păsări.